# XxxHOLiC (serie televisiva)
CLAMP dorama xxxHOLiC (CLAMPドラマ ホリック〜xxxHOLiC〜?), conosciuto semplicemente come xxxHOLiC, è un dorama trasmesso sul canale WOWOW a partire dal 24 febbraio 2013, tratto dall'omonimo manga delle CLAMP. Diretta da Keisuke Toyoshima, è composta da 8 episodi.
Anche se il manga è strettamente collegato con la serie parallela Tsubasa RESERVoir CHRoNiCLE, nell'adattamento televisivo non sono presenti riferimenti ad esso, infatti i due personaggi che legano le serie, le Mokona Modoki, sono assenti.

## Trama
Kimihiro Watanuki è uno studente in grado di vedere gli spiriti che vagano sulla terra, abilità che ha avuto sin da piccolo. Un giorno, sulla strada vero casa, nota uno strano negozio che non aveva mai visto prima ed attirato da una strana forza decide di entrarvi. All'interno incontra Yūko, una misteriosa donna che afferma di poter esaudire i desideri altrui. Kimihiro le chiede di rimuovere la sua abilità di vedere gli spiriti, troppo opprimente da sopportare, e come prezzo da pagare Yūko gli propone di lavorare come suo assistente nel negozio dopo scuola. Così il ragazzo inizia ad aiutare la donna, la cui unica occupazione è esaudire i desideri dei clienti che entrano nel suo negozio.

## Personaggi e interpreti
- Kimihiro Watanuki, interpretato da Shōta Sometani.
Studente liceale con l'abilità di vedere gli spiriti. Si ritrova a lavorare nel negozio di Yuko come prezzo da pagare per esaudire il suo desiderio, perdere l'abilità di vedere il soprannaturale.
- Yūko Ichihara, interpretata da Anne Watanabe.
Una strega il cui lavoro è esaudire i desideri delle persone che entrano nel suo negozio.
- Shizuka Dōmeki, interpretato da Masahiro Higashide.
Compagno di scuola di Kihimiro, abile nel tiro con l'arco. Possiede l'abilità di esorcizzare gli spiriti malvagi.
- Himawari Kunogi, interpretata da Karen Miyazaki.
Compagna di scuola di Kimihiro, di cui Kimihiro è innamorato. Ha una strana maledizione che porta sfortuna alle persone intorno a lei.
- Donna ragno (Jorōgumo), interpretata da Yumi Adachi.
Una creatura soprannaturale dall'apparenza femminile. È interessata all'abilità di Watanuki.
- Ame-warashi, interpretata da Aoi Morikawa.
Uno spirito della pioggia che chiede aiuto a Yūko.
- Marudashi e Morodashi, interpretate da Ririka Kawashima e Tsumugi Hatakeyama.
Le due assistenti di Yūko, create dalla strega per ancorare il negozio nel tempo e nello spazio.

## Episodi
| Nº | Giapponese 「Kanji」 - Rōmaji - Traduzione letterale | In onda          | In onda |
| Nº | Giapponese 「Kanji」 - Rōmaji - Traduzione letterale | Giapponese       |         |
| 1  | 「縁」 - En – "Fato" | 24 febbraio 2013 |         |
| 1  | Kimihiro Watanuki, un liceale con la strana abilità di vedere gli spiriti, si ritrova misteriosamente nel negozio di Yuko Ichihara, una donna in grado di esaudire i desideri altrui. Il loro incontro viene interrotto da una nuova cliente di Yūko, il cui problema è una paralisi del dito mignolo. Yuko decide di aiutarla donandole un anello da portale al mignolo, con la condizione di non toglierselo mai. Watanuki intravede la donna svariate volte, e in ogni occasione essa mente riguardo al suo lavoro e alle sue relazioni amorose. Capendo il suo problema, Watanuki cerca di aiutarla, ma la donna finisce col togliersi l'anello, rimanendo paralizzata completamente nel mezzo della strada e finendo investita da un furgone. La paralisi al mignolo era infatti causata dalle continue bugie della donna (antitesi dello yubikiri o "promessa dei mignoli", radicata nella cultura giapponese). Watanuki decide così di tornare al negozio, dove esprime il desiderio di non vedere più gli spiriti intorno a lui. In cambio, Yūko gli chiede di lavorare part-time al negozio. L'episodio è tratto dai primi tre capitoli del manga. |                  |         |
| 2  | 「対価」 - Taika – "Compenso" | 3 marzo 2013     |         |
| 2  | Un nuovo cliente raggiunge un negozio di Yūko, e vedendo un antico manufatto cilindrico lo vuole comprare a tutti i costi. Yūko acconsente alla sua richiesta, ma gli raccomanda di non aprirlo mai per la sua incolumità. L'uomo riappare a scuola di Watanuki come supplente di storia, e durante la pausa cerca ripetutamente di aprire il manufatto, ma fallisce ripetutamente, fino a quando, dando in mano l'oggetto a Himawari, una compagna di Watanuki, esso si apre. All'interno vi è una zampa di scimmia, e l'uomo sfrutta le sue proprietà magiche esprimendo tre desideri. All'apice della follia, però, l'uomo abusa dei poteri della zampa e finisce per perire a causa di essa. L'episodio è tratto dall'ottavo capitolo del manga. |                  |         |
| 3  | 「百物語」 - Hyaku monogatari – "Cento storie di fantasmi" | 10 marzo 2013    |         |
| 3  | Watanuki, Yūko e Himawari si recano al tempio in cui vive Domeki sotto invito di quest'ultimo. Iniziano così una seduta di cento storie di fantasmi, in cui, a turno, raccontano storie spaventose. Alla centesima storia però capiscono di non essere soli, ed uno spirito entra nella stanza, presentandosi come la madre di Watanuki, morta anni prima per salvarlo da uno spirito malvagio. Watanuki si reca subito da lei, ma quest'ultima lo aggredisce, mostrando la sua vera natura demoniaca. Yūko dice a Domeki di prendere l'arco sacro posto nella stanza e di puntarlo verso lo spettro per esorcizzarlo, sotto gli sguardi scettici del ragazzo. Una volta preso e teso, una freccia si materializza nell'arco e una volta scagliato contro lo spirito esso scompare. Domeki apprende così delle sue doti da esorcista, simili a quelle di suo nonno ormai deceduto. L'episodio è tratto dai capitoli 13, 14, e 15 del manga. |                  |         |
| 4  | 「エンジェルさん」 - Enjieru-san – "Angel-san" | 17 marzo 2013    |         |
| 4  | Watanuki e Himawari vanno a trovare Chikage, un'amica della ragazza, che da diversi giorni si è rinchiusa in camera sua e non vuole più uscire. Himawari racconta che Chikage si comporta così dall'ultima volta che ha giocato ad angel-san, un gioco in voga tra le studentesse. Una volta al negozio, Yūko spiega a Watanuki che angel-san è gioco simile a quelli fatti con la tavola ouija, e che talvolta può risultare pericoloso. In seguito ad alcune visioni, Watanuki si reca a scuola, dove trova tre spiriti attirati dal gioco che lo attaccano. Solo l'intervento di Domeki riesce a salvarlo e a bandire gli spettri. Nell'ultima parte appare al negozio Ame-warashi, un'amica di Yūko. L'episodio è tratto dal terzo episodio dell'anime xxxHOLiC. |                  |         |
| 5  | 「紫陽花」 - Ajisai – "Hydrangea" | 24 marzo 2013    |         |
| 5  | Ame-warashi, uno spirito della pioggia, chiede a Watanuki si usare la sua vista soprannaturale per salvare una pianta di ortensia. Il ragazzo, a contatto con la pianta, viene trasportato in un altro luogo, in cui trova una bambina intrappolata in una clinica medica, Saori, tenuta prigioniera da un dottore che vuole mangiare la sua anima. Dopo essersi reso conto che la bambina era già morta ma la sua anima non riusciva a raggiungerà l'aldilà, Watanuki riesce a liberarla. Alla fine dell'episodio Yūko scompare in una miriade di farfalle. L'episodio è tratto dal quinto volume del manga. |                  |         |
| 6  | 「女郎蜘蛛」 - Jorōgumo – "Donna ragno" | 31 marzo 2013    |         |
| 6  | Watanuki si ritrova misteriosamente all'interno di una grotta, in cui incontra la Donna ragno, il cui unico intento è mangiare la sua anime. Drogato da diverse bevande della donna, Watanuki non è in grado di proteggersi e può contare solamente sull'aiuto dei suoi amici. Questo episodio e quelli successivi sono tratti sull'ottavo volume del manga. |                  |         |
| 7  | 「ひまわり」 - Himawari – "Himawari" | 7 aprile 2013    |         |
| 7  | Dōmeki riesce a raggiungere tana della Donna ragno, e grazie ai suoi poteri di esorcista porta in salvo Watanuki. Il ragazzo però è sotto l'effetto di una maledizione della donna, che sta lentamente avvelenando il suo corpo. Per salvarlo, sia Dōmeki che Himawari chiedono a Yūko di esprimere il loro desiderio, diventando clienti della strega: come prezzo da pagare Dōmeki ha donato la stessa quantità di sangue persa da Watanuki, mentre Himawari ha donato parte della propria salute, trasportando sul suo corpo le ferite inflitte a Watanuki dalla Donna ragno. Sfortunatamente, quest'ultima riesce a rapire ed imprigionare Himawari nella sua tana. |                  |         |
| 8  | 「蝶」 - Chō – "Farfalla" | 14 aprile 2013   |         |
| 8  | Wataunki, Dōmeki e Yūko si recano nella tana della Donna ragno, dove riescono finalmente a sconfiggerla e salvare Himawari. |                  |         |

## Colonna sonora
La sigla iniziale è Aitai di Suga Shikao (già cantante delle sigle dell'anime xxxHOLiC: Kei) mentre quella finale è You tell me di chay.

## Accoglienza
Secondo Richard Eisenbeis del sito Kotaku, "anche se xxxHOLiC non è il migliore adattamento live-action di un manga o anime che abbia mai visto, è senza dubbio il più bello. I costumi, i set e la CG qui sempre ben realizzata lo rendono piacevole da guardare. Come storia a sé stante è abbastanza divertente, anche se i puristi potrebbero non apprezzare i massicci tagli alla trama [del manga]."